# 누키나 고세이
누키나 고세이(일본어: 貫名 航世, 1995년 4월 26일~)는 일본의 축구 선수이다.

## 구단 경력
그는 2018년 일본 풋볼 리그의 반라우레 하치노헤에 입단했다. 2018년 일본 풋볼 리그 3위를 기록하여 J3리그로 승격했다. 2021년 일본 지역 리그의 오코시야스 교토 AC로 이적했다. 2023년부터 2024년까지 아스카 FC와 본즈 이치하라에서 뛰었다.